# Лемер, Деррик Норман
Деррик Норман Лемер (англ. Derrick Norman Lehmer; 27 июля 1867 — 8 сентября 1938) — американский математик и специалист теории чисел.
Получил образование в Университете Небраски, получив степень бакалавра в 1893 году и магистра в 1896 году. Получил степень доктора философии (Ph.D.) в Чикагском университете в 1900 году за диссертацию «Асимптотическая оценка отдельных тотиентных сумм» под руководством Элиакима Г. Мура. 
В 1900 году был назначен инструктором по математике в Калифорнийский университет в Беркли
12 июля 1900 года женился на Кларе Юнис Митчелл в Декейтер (Иллинойс). В 1918 году получил звание профессора в Беркли и продолжал преподавать там до выхода на пенсию в 1937 году.
19 декабря 1903 года на секции Американского математического общества в Сан-Франциско представил разложение на множители числа Джевонса (8,616,460,799).
Опубликовал таблицы простых чисел и факторизации целых чисел до 10,017,000 в 1909 году. Разработал ряд механических и электромеханических вычислительных устройств и устройств для разложения на множители, таких как сито Лемера, построенное вместе с его сыном Дерриком Генри Лемером.

## Избранные работы
- Arithmetical theory of certain Hurwitzian continued fractions (англ.) // Proceedings of the National Academy of Sciences of the United States of America : journal. — 1918. — Vol. 4, no. 8. — P. 214—218. — doi:10.1073/pnas.4.8.214. — PMC 1091449.
- On Jacobi's extension of the continued fraction algorithm (англ.) // Proceedings of the National Academy of Sciences of the United States of America : journal. — 1918. — Vol. 4, no. 12. — P. 360—364. — doi:10.1073/pnas.4.12.360. — PMC 1091496.
- On a new method of factorization (англ.) // Proceedings of the National Academy of Sciences of the United States of America : journal. — 1925. — Vol. 11, no. 1. — P. 97—98. — doi:10.1073/pnas.11.1.97. — PMC 1085844.
- A theorem on factorization (англ.) // Bull. Amer. Math. Soc. : journal. — 1927. — Vol. 33, no. 1. — P. 35—36. — doi:10.1090/s0002-9904-1927-04299-9.
- Inverse ternary continued fractions (англ.) // Bull. Amer. Math. Soc. : journal. — 1931. — Vol. 37, no. 8. — P. 565—569. — doi:10.1090/s0002-9904-1931-05206-x.
- On the enumeration of magic cubes (англ.) // Bull. Amer. Math. Soc. : journal. — 1934. — Vol. 40, no. 12. — P. 833—837. — doi:10.1090/s0002-9904-1934-05976-7.

## Внешние ссылки
- Работы Derrick Norman Lehmer в проекте «Гутенберг»
- Works by or about Derrick Norman Lehmer at Internet Archive  (англ.)
- Джон Дж. О’Коннор и Эдмунд Ф. Робертсон. Лемер, Деррик Норман (англ.) — биография в архиве MacTutor.